# Lekenpriester
De lekenpriester is een fictieve functie in de Rooms-Katholieke Kerk. Sinds de secularisering van de samenleving vanaf de jaren rond 1960 ook meer voelbaar werd in de kerk zelf, wordt door sommige ultra-modernistische katholieken het instituut van de lekenpriester bepleit. Hierin wordt het sacramentele ambt van de priester samengevoegd met de status van de niet-sacramentele leek. Lekenpriesters worden voornamelijk bepleit door groeperingen in West-Europa en de Verenigde Staten. Over het algemeen wordt door de voorstanders van de functie van lekenpriester gerefereerd aan de protestantse geloofspraktijk, waar de bedienaar (predikant, pastor)  geen sacramenteel ambt is. Voorstanders van lekenpriesters hebben doorgaans ook moeite met andere normen uit de katholieke geloofspraktijk zoals de transsubstantiatie, de sacraliteit van de liturgie (Tweede beeldenstorm), de historiciteit van de Verrijzenis en het verschil in positie van man en vrouw binnen de Kerk en de samenleving.